# Polichno - Pod duby
Polichno - Pod duby este o arie protejată (arie specială de conservare — SAC, sit de importanță comunitară — SCI) din Republica Cehă întinsă pe o suprafață de 26,81 ha, integral pe uscat.

## Localizare
Centrul sitului Polichno - Pod duby este situat la coordonatele 49°04′21″N 17°42′14″E / 49.0725°N 17.703889°E.

## Înființare
Situl Polichno - Pod duby a fost declarat sit de importanță comunitară în aprilie 2005 pentru a proteja 1 specie de animale. Situl a fost protejat și ca arie specială de conservare în iunie 2017.

## Biodiversitate
Situată în ecoregiunea continentală, aria protejată nu include niciun habitat protejat.
La baza desemnării sitului se află o specie protejată de  nevertebrate: fluturele de noapte (Eriogaster catax).